# Deutscher Sportlehrerverband
Der Deutsche Sportlehrerverband (DSLV) ist der größte Berufsverband für Sportlehrkräfte an Schulen und Hochschulen in Deutschland. Der DSLV hat die Rechtsform eines eingetragenen Vereins, Gerichtsstand, Sitz und Erfüllungsort ist Frankfurt/M. Der DSLV veröffentlicht im Hofmann-Verlag seit 1973 die Zeitschrift „sportunterricht“, eine Monatsschrift zur Wissenschaft und Praxis des Sports.

## Gliederung des DSLV
Der DSLV besteht aus 15 Landesverbänden, Fachsportlehrerverbänden sowie fördernden Institutionen, Organisationen und Einzelpersonen. Die Landes- und Fachsportlehrerverbände sind rechtlich, verwaltungsmäßig und finanziell selbstständig. Der Bundesverband ist ein Mitglied des Deutschen Olympischen Sportbundes (DOSB).
Der DSLV kooperiert u. a. mit
- Deutsches Olympisches Institut (DOI)
- European Physical Education Association (EUPEA)
- Deutsche Vereinigung für Sportwissenschaften (DVS)
- Internationale Gesellschaft für Sportwissenschaften (AISEP)
- International Council for Health, Physical Education, Recreation, Sport and Dance (ICHPER-SD)
- Internationaler Arbeitskreis für zeitgemäße Leibeserziehung (IAZL)
- Landessportbund Thüringen e.V. (LSB)

## Geschichte
1893 wurde der Allgemeine Deutsche Turnlehrerverein (DTLV) auf der Deutschen Turnlehrerversammlung in Hof gegründet. Dieser Verband löste sich 1933 als Reaktion auf die nationalsozialistische Gleichschaltung auf.
Im Juni 1933 erfolgte auf Weisung des NS-Regimes der Zusammenschluss der bisherigen Verbände DTLV und des 1918 begründeten Verbands Deutscher Sportlehrer unter dem Namen Reichsverband Deutscher Turn-, Sport- und Gymnastiklehrer.
Am 12. November 1949 wurde in Hamburg der Bund Deutscher Leibeserzieher (BDL) begründet, der heute als direkter Vorgängerverband des DSLV gilt.
Ab 1950 traten unterschiedliche Fachsportlehrerverbände dem BDL bei. 1952 machte der Verein Deutscher Tennislehrer den Anfang, 1954 waren es der Deutsche Gymnastikbund sowie die Akademie der Fechtkunst Deutschlands. Es folgte 1958 der Verband Deutscher Fußballlehrer.
1953 begründete der Deutsche Philologenverband den Verband Deutscher Leibeserzieher an den höheren Schulen (VDL), so dass fortan zwei Organisationen die Interessen der Sportlehrkräfte vertraten.
Am 15. Juni 1962 schlossen sich BDL und VDL in Bad Dürkheim zum Bundesverband Deutscher Leibeserzieher (BVDL) zusammen.
Auf der Hauptvorstandssitzung des BVDL vom 16. bis zum 18. November 1972 in Bad Breisig erfolgte die Umbenennung in Deutscher Sportlehrerverband (DSLV). Durch die Namensänderung in Deutscher Sportlehrerverband wurde der BVDL somit in den neuen Verband überführt. Diese Neubenennung hatte der BVDL bereits am 17. Juni 1972 auf seiner Jahreshauptversammlung in Karlsruhe vereinbart. Der Beschluss trat zum 1. Januar 1973 in Kraft. Herbert Haag, der zuvor bereits den BVDL geleitet hatte, wurde zum ersten Präsidenten des neuen Verbandes gewählt.
Auf der Bundesversammlung am 3. Mai 1991 in Saarbrücken traten die Landesverbände der neuen Bundesländer Brandenburg, Mecklenburg-Vorpommern, Sachsen, Sachsen-Anhalt und Thüringen dem DSLV bei.

## Präsidenten des DSLV
- Herbert Haag (1973–1976)
- Walter Scheer (1976–1979)
- Olaf Lawrenz (1979–1989)
- Hansjörg Kofink (1989–1999)
- Claus Umbach (1999–2002)
- Elke Wittkowski (2003–2006)
- Udo Hanke (2006–2015)
- Michael Fahlenbock (2015–2024)
- Daniel Möllenbeck (seit 2024)[6]

## Aufgaben und Ziele
Zweck des DSLV ist die Förderung des Sports. Dies geschieht insbesondere durch
- Kritische Reflexion und Herausstellung der Bedeutung des Sports für den Einzelnen und für die Gesellschaft
- Förderung des Sportunterrichts in allen Bereichen des öffentlichen Lebens
- Vertretung aller Sportlehrer und Beratung in Fragen ihrer Aus-, Fort- und Weiterbildung und beruflichen Tätigkeit,
- Ausrichtung von Fachtagungen und Kongressen
- Zusammenarbeit mit den für Sport und Sportwissenschaft verantwortlichen Institutionen und Organisationen, u. a. dem Deutschen Olympischen Sportbund, der Deutschen Sportjugend, der Kultusministerkonferenz Sport und der Deutschen Vereinigung Sportwissenschaften
- Zusammenarbeit mit gleichartigen und ähnlichen Organisationen des Auslands
- Vertretung und Stärkung des Faches Sport an Schulen und Hochschulen
- Förderung einer ganzheitlichen Bildung und Erziehung von Kindern und Jugendlichen
- Förderung der schulartübergreifenden Zusammenarbeit aller Lehrkräfte
- Stärkung der Bedeutung des Faches Sport in den Kollegien und in der Öffentlichkeit
- Engagement für optimale Rahmenbedingungen und höchstmögliche Qualität im Schulsport u. a. durch mehr Sportunterricht, mehr Sportlehrerstellen, mehr Bewegungszeit, Erhalt und Neubau von Sportstätten, Fortbildungsveranstaltungen (z. B. Schulsporttage, Skifortbildungen durch Skilehrerteams), Curricula und Rahmenpläne für Sportunterricht, Inhalte der Ausbildung der Sportlehrkräfte sowie Information, Unterstützung und Beratung der Mitglieder[7]